# Broadway-Chambers Building
El Broadway-Chambers Building es un edificio de oficinas de 18 pisos en 277 Broadway, en la esquina noroeste con Chambers Street, en los vecindarios Civic Center y Tribeca de Manhattan en Nueva York (Estados Unidos). Terminado en 1900, fue el primero de varios que arquitecto Cass Gilbert diseñó en la ciudad.
Fue diseñado en estilo Beaux-Arts. La articulación del edificio consta de tres secciones horizontales similares a los componentes de una columna, a saber, una base, un eje y un capitel. En cada sección horizontal se utilizan diferentes materiales: granito en la base, ladrillo en el fuste y terracota arquitectónica en el capitel. El diseño también incorpora otros elementos distintivos del estilo de Gilbert, como esculturas arquitectónicas en la cornisa de la galería en la parte superior, que incluyen cabezas de leones y mujeres.
El edificio fue construido entre 1899 y 1900. Varias empresas colaboraron para crear una exposición sobre su construcción en la Exposición de París de 1900. Se convirtió en un hito de Nueva York en 1992.

## Sitio
El Broadway-Chambers Building se encuentra en el barrio de Tribeca de Manhattan, justo al noroeste del Ayuntamiento de Nueva York y el Parque del Ayuntamiento, y al oeste del Centro Cívico. Está situado en la esquina noroeste de Broadway y Chambers Street. Los edificios cercanos incluyen 287 Broadway al norte, 280 Broadway al este, Tower 270 al sur y Tweed Courthouse al suroeste. El edificio se extiende por las direcciones 273-277 de Broadway. El lote tiene unas dimensiones de aproximadamente 15 por 29 m, con el lado más largo en Chambers Street.

## Diseño
El Broadway-Chambers Building tiene 18 pisos y dos niveles de sótano, y un techo de 69 o 72 m. Fue diseñado por Cass Gilbert y construido por George A. Fuller Company en el estilo Beaux-Arts. Purdy y Henderson fueron los ingenieros consultores del proyecto en general, y Reginald Pelham Bolton fue el ingeniero consultor para el trabajo eléctrico. La Compañía Nacional de Protección contra Incendios proporcionó los materiales ignífugos, mientras que Hecla Iron Works fue el proveedor de metales ornamentales. Otros contratistas incluyeron al proveedor de hierro y acero Carnegie Steel Company; proveedor de terracota arquitectónica Perth Amboy Terra Cotta Company; proveedor de ladrillos T. B Townsend Brick Company; y proveedor de granito John Peirce. Se contrataron contratistas adicionales para la iluminación, carpintería, electricidad y plomería. 
El Broadway-Chambers Building fue el primer diseño de Gilbert en Nueva York. Gilbert pasó a diseñar estructuras como el Woolworth Building (el que alguna vez fue el edificio más alto del mundo, tres cuadras al sur de Broadway), así como la Alexander Hamilton U.S. Custom House, 90 West Street y el Edificio de la Corte Suprema de los Estados Unidos.
La fachada incorpora una de las marcas registradas de Gilbert, el uso extensivo de la escultura arquitectónica en la cornisa de la arcada en la parte superior del edificio, que incluye las cabezas de leones y mujeres. Se utilizaron numerosas ventanas en el diseño porque casi todos los pisos se dividieron en varias habitaciones pequeñas.

### Fachada
La fachada utiliza diferentes materiales para cada uno de sus tramos horizontales. La base de tres pisos está revestida de piedra, el eje de once pisos es de ladrillo y el capitel de cuatro pisos está decorado con terracota arquitectónica. Los cuatro lados están decorados. El edificio fue una de las primeras estructuras en Nueva York en usar terracota vidriada multicolor, y el primer edificio comercial de la ciudad en hacerlo. Los paneles de terracota de colores sirvieron para resaltar la superestructura de acero. Las comunicaciones entre Gilbert y Andrews muestran que Gilbert inicialmente había preferido un esquema de un solo color para la fachada. Sin embargo, Andrews había convencido a Gilbert de agregar color después de viajar para ver los edificios en el campus de la Universidad de Columbia.

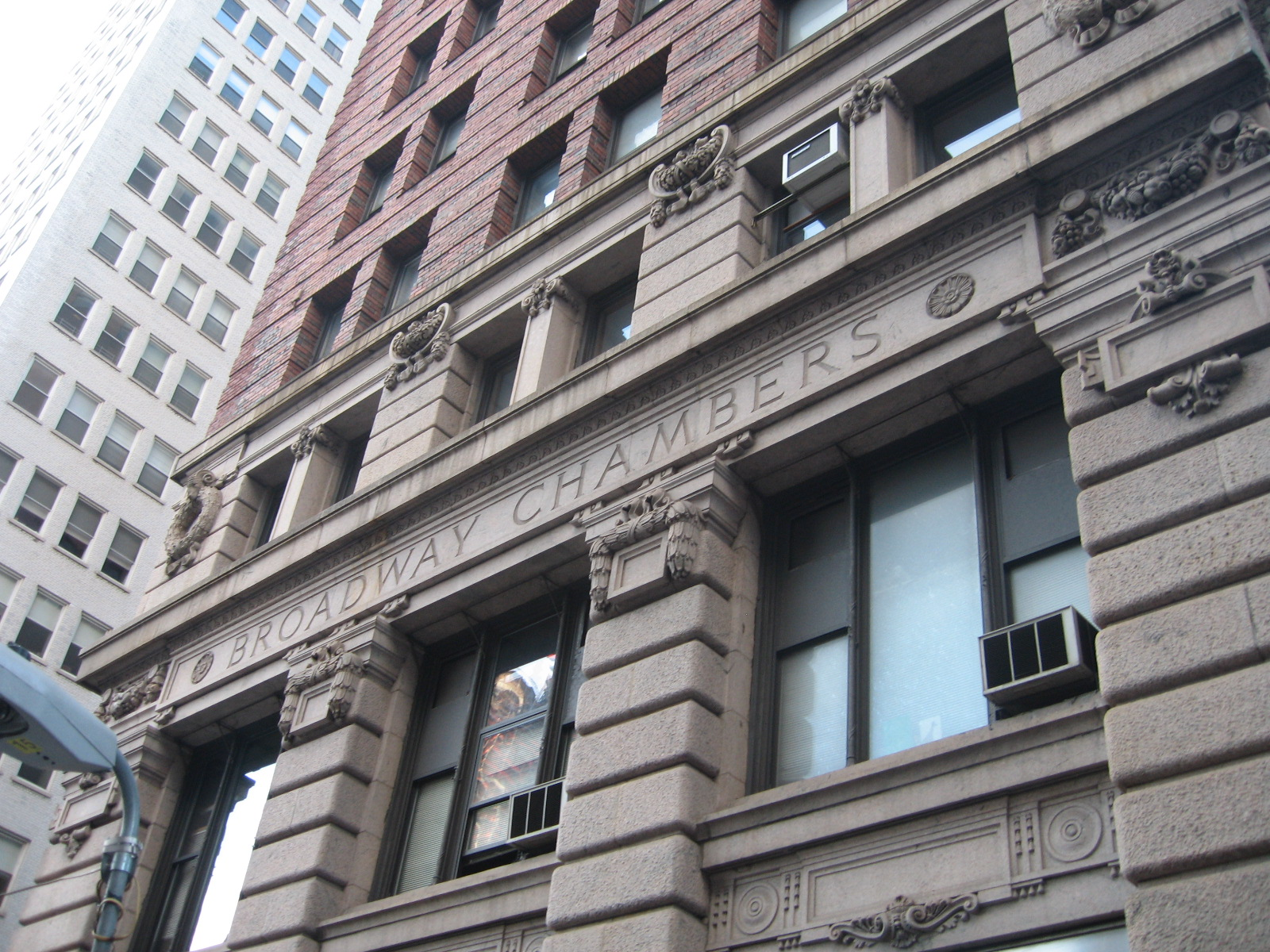
Detalle de la base

Los dos pisos más bajos de la base son pilares de granito rústico coronados por capiteles de estilo toscano con cartuchos egipcios, festones y placas. Los muelles dividen las fachadas en tres tramos en Broadway y seis en Chambers Street. Hay un friso en lo alto de los muelles, y las palabras broadway chambers inscritas en el tamaño de Broadway del friso. En el tercer piso, los tramos están separadas por pilares de granito rústico coronados por festones, y hay dos ventanas rectangulares en cada bahía. Un entablamento sencillo corre sobre el tercer piso. El granito utilizado en la base es de color rosa pálido, con algunos rastros de violeta.
Los pisos del cuarto al decimocuarto contienen una fachada de ladrillos diseñada para parecerse a la oxidación. Los marcapianos separan cada piso, mientras que hay dos ventanas por tramo en cada piso, dividiendo la fachada tanto horizontal como verticalmente. Los ladrillos son una mezcla de tonos rojos y azules profundos.
El piso 15 se trata como un piso de transición a la "capital" del edificio, con bandas de terracota debajo y a lo largo del piso 15. Las fachadas de los pisos 16 al 18 están ornamentadas con terracota en los lados de Broadway y Chambers Street, y consisten en ladrillos lisos en los lados norte y oeste. Los pisos 16 y 17 forman una logia, con un arco en cada tramo; pilastras decorativas con paneles rojos y verdes entre los arcos; y balcones ornamentales de hierro en el piso 16. La fachada del piso 18 tiene una ventana de cabeza cuadrada en cada bahía, cabezas de Hermes en la parte superior de cada pilastra y cabezas de leones en las esquinas. El edificio está coronado por una cornisa de cobre. Los paneles de terracota beige contienen reflejos en tonos rojo, azul verdoso y amarillo verdoso.

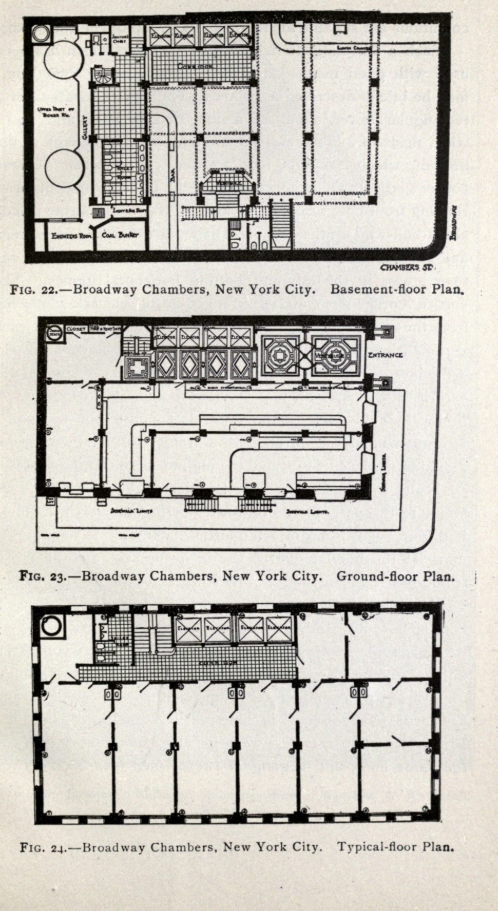
Planos de planta

Durante la construcción, el Broadway-Chambers Building estaba delimitado por calles concurridas en el este y sur, y edificios existentes en el norte y oeste. También había una capa de arena de 15,2 m debajo del edificio. afectando la forma en que se construyó su cimiento. Se instalaron nuevos cimientos debajo de los edificios adyacentes, sin interrumpir el negocio en estas estructuras, y se apuntalaron las paredes exteriores del sitio. Se hundieron pilas cerca de las paredes de los edificios antiguos y se rodearon de madera. Se cavaron pozos a intervalos de unos 3 m, y en cada pozo se erigió un poste pesado con una base de madera. La arena se retiró del interior de los pozos, alrededor de los pesados postes y debajo de los viejos muros del sitio. Posteriormente se instalaron nuevos muros de cimentación de ladrillo con zapatas de hormigón y rejas de acero.
La superestructura de acero del edificio, cubierta por paredes y materiales ignífugos, fue diseñada para resistir presiones de viento de hasta 1,4 kPa. Los pisos están hechos de arcos de baldosas huecas, de 23 m espesor, cubierto con una capa de hormigón. Las particiones interiores también están construidas con arcos de baldosas huecas, de 10,2 m de espesor.
Cuando se terminó, el Broadway-Chambers Building contó con ascensores hidráulicos Otis. El sistema de plomería sirvió a 16 baños comunes, uno en cada piso sobre la calle, así como a un baño en el sótano y un baño privado para el ingeniero. Según lo acordado, trece de los baños comunes eran para hombres y tres para mujeres. Los planos del edificio indican que los ascensores, así como una escalera contra incendios y los baños, están agrupados alrededor de un corredor en el lado norte del edificio. Un "piso típico" se equipó con varias oficinas, conectadas entre sí a través de puertas. En la planta baja había un vestíbulo de entrada desde Broadway. El espacio de la planta baja estaba destinado al comercio minorista, el sótano se utilizaría para un restaurante y el subsótano albergaba la maquinaria de construcción. 

## Historia
Antes de la construcción del Broadway-Chambers Building, su sitio fue desarrollado alrededor de 1791 por el cervecero Anthony Steenbach, quien construyó varios edificios de un piso en Chambers Street cerca de Broadway. A principios del siglo XIX, e el tramo contiguo de Broadway se habían construidos tiendas comerciales, como la de productos secos de Alexander Turney Stewart en la cercana 280 Broadway. La sección adyacente de Chambers Street había sido residencial hasta mediados del siglo XIX, cuando se convirtió en un área comercial. Una estructura de mampostería de cinco pisos se erigió en el sitio del Broadway-Chambers Building alrededor de 1852. La tierra estaba en posesión de la "prominente y rica" familia Andrews de Boston en 1896. El miembro de la familia Edward R. Andrews, actuando en nombre de la propiedad de Sarah A. Andrews, estaba buscando desarrollar el área. El abogado de Boston, Alexander S. Porter, presentó a Andrews a Gilbert, un arquitecto con sede en Saint Paul que había diseñado el Second Brazer Building en Boston, un proyecto en el que Porter había invertido. El Brazer había sido el primer rascacielos de Gilbert. 

### Construcción

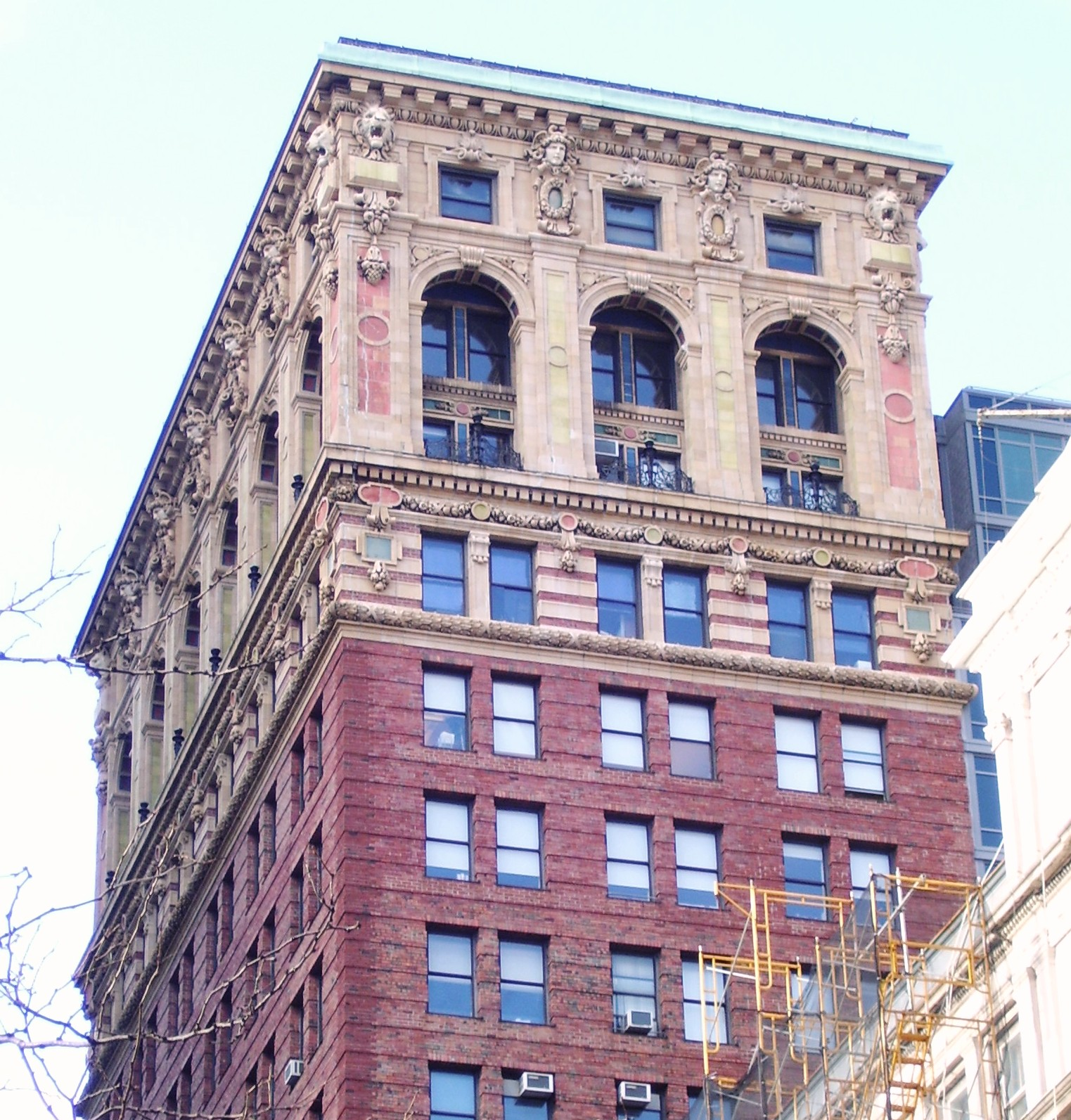
En los pisos superiores hay una rica decoaración de estilo Beaux-Arts

Los planes para el rascacielos de 18 pisos, diseñado por Gilbert en nombre de Andrews, se anunciaron en marzo de 1899. George A. Fuller Company recibió un contrato para construir la nueva estructura a un costo proyectado de 700 000 dólares. Justo antes de ser seleccionado para diseñar el edificio de Andrews, Gilbert había trasladado sus oficinas a Nueva York. Las obras se iniciaron el 3 de mayo de 1899 con la remoción de las estructuras existentes. Ese mes, la propiedad de Andrews recibió una hipoteca de 144 500 libras esterlinas de la Scottish Provident Institution, de Edimburgo. The Real Estate Record and Guide también informó el mismo mes que la propiedad de Andrews había vendido el lote a un sindicato compuesto por Gilbert y Fuller Company. La excavación tomó más de meses debido a la necesidad de apuntalar las estructuras circundantes. Las columnas de acero del edificio estaban colocadas el 1 de octubre de 1899.
Después de que se completó el trabajo de cimentación, la estructura de acero se construyó en el segundo piso el 6 de octubre, luego en el séptimo piso el 9 de noviembre, el piso 17 el 7 de diciembre y el techo el 31 de diciembre. La mampostería se instaló simultáneamente, alcanzando el piso 12 el 31 de diciembre de 1899 y la cornisa el 1 de febrero de 1900. El trabajo prosiguió a pesar de varias dificultades, como la falta de calefacción en enero, así como el hecho de que la carpintería de madera del edificio y el cobre de la azotea se habían quemado en el aserradero en 1899. Varias empresas colaboraron para crear una exposición sobre la construcción del edificio en la Exposición de París de 1900. Para esta se construyeron dos maquetas a escala 1:24, una en yeso y otra en metal; ambos modelos medían unos 3,4 m de alto. Purdy & Hutchinson construyó el modelo de yeso por 1 000 dólares, mientras que HC Hincliff construyó el modelo de metal por 3 000 dólares. Gilbert recibió una medalla de la Exposición de París, dirigida exclusivamente a "Monsieur Broadway-Chambers, Etats-Unis".

### Uso
El edificio se completó con relativa rapidez debido a la tasación del terreno. Se estimó que el lote tenía un valor de 1,5 millones de dólares, y los pagos hipotecarios mensuales se estimaron en 120 000 dólares, con una tasa de interés vigente del 4 % durante 24 meses. Los primeros inquilinos comenzaron a mudarse al edificio el 27 de abril de 1900, y el edificio estuvo en pleno funcionamiento cuatro días después, con todo terminado excepto algunos acabados menores. Algunos de sus primeros inquilinos incluían la Corporación de Compras de Fabricantes de Confitería, así como intereses de seguros como People's Security Company y el agente de Aetna Frank F. Eagles.
El edificio ha experimentado relativamente pocos cambios durante su existencia. Una canaleta de cobre estaba originalmente ubicada sobre la cornisa en la parte superior del edificio, pero fue removida en 1925. Los escaparates también se reorganizaron: el arreglo original tenía tres escaparates, pero esto se había cambiado a cuatro escaparates a finales del siglo XX. Uno de los escaparates originales, en la bahía más occidental de Chambers Street, se convirtió en una entrada de servicio. En 1992, el Broadway-Chambers Building se convirtió en un hito de Nueva York.

## Recepción de la crítica
Sobre la finalización del edificio en 1900, el crítico de arquitectura Montgomery Schuyler dijo que era "la suma de ese tipo de diseño de un edificio alto". La revista Architects' and Builders' Magazine lo describió como "representando las últimas ideas en diseño, los métodos de construcción más mejorados y en su conjunto mecánico". Los escritores de arquitectura Sarah Landau y Carl Condit escribieron que el Broadway-Chambers Building era a menudo descrito como uno de los primeros rascacielos puros y "simplificados" de Nueva York, aunque también afirman que esta distinción le corresponde más bien al American Surety Building en el número 100 de Broadway, terminado en 1894.
Varios críticos elogiaron facetas específicas del diseño. Schuyler vio la terracota policromada como "el próximo avance en la ejecución del esquema [tripartito] aceptado" de diseño de edificios. Paul Goldberger, escribiendo en The New York Times en 1977, llamó al Broadway-Chambers Building "un fino rascacielos ecléctico con una cornisa especialmente elaborada". En 1998, Herbert Muschamp del Times escribió que el ladrillo rojo con reflejos azules "es especialmente fino" y que "en contraste con la piedra de color claro y la terracota, le da una sensación casi colonial a una estructura de otro modo concebida de forma clásica".